# Archivio di Stato di Friburgo
L'archivio di Stato del cantone di Friburgo (AEF) è l'archivio cantonale del Canton Friburgo, in Svizzera. Esso garantisce la costituzione degli archivi storici delle autorità e dell’amministrazione cantonale, ne assicura la conservazione e ne facilita la consultazione.
Gli archivi conservati dall'AEF sono iscritti come  beni culturali d'importanza nazionale.

## Storia
L'AEF costituisce uno dei beni essenziali del patrimonio storico di Friburgo, poiché le sue origini risalgono alla creazione della città da parte del duca Berthold IV di Zähringen, nel 1157. Da allora, l'archivio è stato arricchito fino al 1798 da apporti da parte delle autorità della città-stato di Friburgo e dai territori conquistati da quest'ultima. Nel 1747, l'AEF riceve l'autonomia amministrativa e il posto di "archivista di Stato" viene creato nel 1804.
Dalla fine dell'antico regime, le autorità e l’amministrazione cantonale si distinguono da quelle della città di Friburgo e, da quel momento, l'AEF ne conserva gli archivi ufficiali.
Dalla sua fondazione, l’archivio ha spesso cambiato sede principale per le sempre maggiori necessità di spazio ed altri motivi esterni. I documenti della città-stato e del canton di Friburgo sono stati inizialmente conservati nel municipio, allora situato dietro alla chiesa St-Nicolas. Nel 1478 gli archivi furono dislocati nei nuovi stabili della Cancelleria. L'AEF fu poi spostato nel 1917 nel convento degli eremitani di Sant’Agostino nella città vecchia di Friburgo prima di essere definitivamente trasferiti, nel 2003, nella sede attuale, una vecchia fabbrica di cartone situata nei pressi della stazione di Friburgo.

## Missioni e attività
Essendo un servizio centrale dello Stato, l'AEF ha come missione principale quella di valutare, acquisire, conservare e fare l'inventario di documenti che presentano un interesse come fonte d'informazione o di prove storiche provenienti dalle diverse autorità del cantone. L'AEF ha anche la missione di comunicare queste informazioni al pubblico rispettando le prescrizioni legali legate al diritto di consultazione.
L'AEF è anche incaricato di preservare la memoria documentaria collettiva di Friburgo, specialmente attraverso la salvaguardia di fondi d'archivio d'origine privata, che siano personali, famigliari, aziendali, d'associazioni, di partiti politici o di sindacati.
L'AEF, essendo un'istituzione culturale, ha il compito specifico d'accogliere ricercatori e d'intraprendere numerose collaborazioni con gli autori della vita culturale del cantone e non. L'Archivio coopera nel dominio culturale ed in quello scientifico con altri archivi, musei, biblioteche, università, centri di ricerca, società ed altre istituzioni culturali.

## Fondi e collezioni
L'archivio dello Stato del cantone di Friburgo conserva attualmente 15,3 chilometri lineari di documenti tra cui: gli archivi della città-stato medievale fino alla fine del antico regime (1798), i fondi dell'amministrazione cantonale fino ai giorni nostri, fondi privati e diverse collezioni.
Il piano d'archiviazione dell'AEF comprende le seguenti categorie:
- Medio Evo e Antico Regime
- Repubblica helvetica
- Ottocento e Novecento (amministrazione cantonale)
- Amministrazione cantonale (dal 2015)
- Potere giudiziario (dal 1803)
- Registri notarili
- Fondi speciali (carte e piani, cronache, letteratura)
- Altre collettività pubbliche (comuni e parrocchie)
- Fondi privati (aziende, società, famiglie, ecc.)
- Collezioni (documenti stampati dallo Stato, fotografie, cartoline, ecc.)

### Fondi e documenti notevoli
- Registri notarili[6]
- Trattato di Friburgo (1516), detto «pace perpetua»
- Libro delle bandiere[7]
- Specchio di Svevia[8]
- Fondi Marcello (scritti d'Adèle Castiglione Colonna, nata d'Affry, detta Marcello)[9]

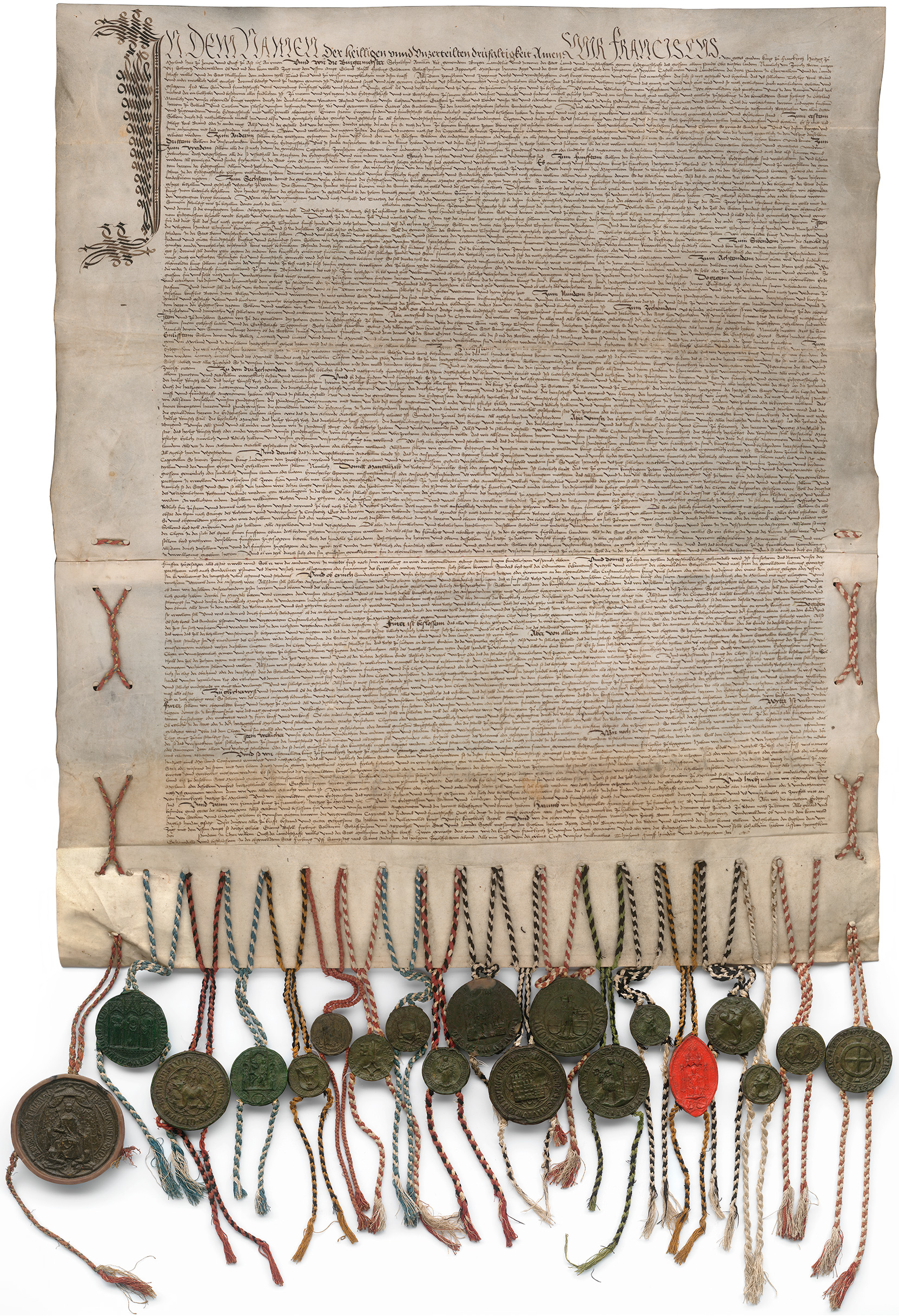
Esemplare del trattato di Friburgo del 1516 conservato nell'Archivio di Stato del cantone di Friburgo.

## Strumenti di ricerca
- Sito dell'archivio di Stato[10]
- Inventario dell'AEF on-line[11]
- Nicolas Morard e Hubert Foerster, Guide des Archives de l'État de Fribourg, Fribourg, 1986, 104 p.[3]
- Stampa svizzera on-line[12]